# Wu Jianqui
Wu Jianqui (en chino: 吴健秋; 1962) es una deportista china que compitió en bádminton, en las modalidades individual y dobles.
Ganó dos medallas en el Campeonato Mundial de Bádminton, plata en 1985 y bronce en 1983.

## Palmarés internacional
| Campeonato Mundial | Campeonato Mundial     | Campeonato Mundial | Campeonato Mundial |
| Año                | Lugar                  | Medalla            | Prueba             |
| ------------------ | ---------------------- | ------------------ | ------------------ |
| 1983               | Copenhague (Dinamarca) | Medalla de bronce  | Dobles             |
| 1985               | Calgary (Canadá)       | Medalla de plata   | Individual         |